# Іллічова Світлана Володимирівна
Світла́на Володи́мирівна Іллічо́ва (нар. 18 травня 1937, Свердловськ, РРФСР, СРСР) — радянська і латвійська журналістка, редакторка, хронікерка розвитку науки Латвійської РСР, авторка розслідування і книги про розстріл царської сім'ї «Слід демона».

## Життєпис
Світлана народилася в сім'ї уральських журналістів 18 травня 1937 року. З дитинства дружила з дочками видатного радянського фізика Семена Петровича Шубіна Танею і Зіною, що зародило в ній інтерес до людей науки.
1944 року дівчинка почала вчитися в середній жіночій школі № 12 імені Максима Горького і разом з сестрою записалася до хору малюків свердловського Палацу піонерів. Після концертів у шпиталях для поранених дітям видавали частування — маленьку булочку і кульок з цукерками.[джерело?]
1954 року Світлана закінчила школу і вступила на факультет журналістики УрДУ.
Професійну діяльність розпочала 1959 року в молодіжній газеті «Калінінградський комсомолець», де писала про літераторів-початківців, про моряків, робила репортажі зі знімальних майданчиків: зруйноване під час війни місто використовувався як павільйон просто неба. Зокрема, 1960 року режисери О.Алов і В. Наумов тут знімали картину «Мир тому, хто входить», де в головній ролі виступив уралець Олександр Дем'яненко.
1962 року Світлана повернулася до Свердловська, де працювала в газеті «На зміну!» (орган Свердловського обкому ВЛКСМ), яку редагував Фелікс Євгенович Овчаренко (1932—1971). Зробила перші інтерв'ю з режисером Глібом Панфіловим і артистом свердловського театру драми Анатолієм Солоніциним.
1964 року Світлана переїхала до Риги до родичів, її взяли на роботу в редакцію газети «Радянська Латвія». Перед від'їздом до Латвії вона отримала доручення батька розшукати в Ризі червоного латиського стрільця Яна Мартиновича Свікке, очевидця подій липня 1918 року, коли в Єкатеринбурзі було розстріляно царську родину. Ця історія стала для Іллічової темою життя: вона самостійно простежила життєвий шлях учасників та свідків тих трагічних подій, незважаючи на те, що аж до 1990-х років минулого століття на «царське діло» існувало державне табу.
В газеті Світлана Володимирівна вела тему науки, яка в Радянській Латвії бурхливо розвивалася. Засновниками Академії наук 7 лютого 1946 року стали Г. Ванагс, А. Ієвіньш, А. Калниньш, А. Кірхенштейнс, А. Круминьш, П. Леїньш, П. Номалс, П. Страдиньш, А. Упіт, Я. Ендзелінс. Особливо успішно розвивалася хімічна наука виділилася в пріоритетний напрям хімія ліків, де панував Інститут органічного синтезу і його керівник Соломон Гіллер. Іллічова розповідала про наукові дослідження, будівництво нового хімічного центру, міста Олайне, спорудженого за 5-7 років поруч з Ригою.
Світлана Іллічова фактично створила літопис латвійської науки під час її бурхливого розвитку та розквіту, коли з багатьох напрямів Латвія лідирувала не тільки в СРСР, але й у світі. Серед героїв її статей були академіки-хіміки Е. Лукевіц, Л. Лепінь, Е. Грен дослідник пептидних гормонів професор Гунар Гнатович Чипенс, мікробіологи академіки Р. Кукайн, М. Бекер. Її публікації охопили людей науки з найрізноманітніших галузей. Це лісохімія (проф. А. Калнинь, А. Ведерніков), механіка полімерів (академік О. Малмейстер, професор В. Кнет), електроніка та обчислювальна техніка (академік Е. Якубайтіс), гідробіологія (проф. Г. Андрушайтіс), лісівництво (інститут лісогосподарських проблем, С. Салиньш), неорганічна хімія (академік Б. Пурин), фізика твердого тіла (проф. , доктор фізичних наук К. Шварц), Саласпілський науково-дослідний атомний реактор.
У Латвії було добре організовано охорону здоров'я і успішно працювали видатні вчені-медики, які також були зображені на сторінках газети «Радянська Латвія» завдяки С. Іллічовій. Це академік В. Калнберз, професори В. Уткін, Е. Езерієтіс, А. Блюгер, Є. Лінар, Ю. Аншелевич, Н. Андрєєв, В. Брамберга, А. Муценієце, В. Канеп.
Іллічова розповіла, як до Олайне, на НВО «Биохимреактив» 1982 року приїжджав льотчик-космонавт СРСР, доктор медичних наук професор Борис Борисович Єгоров, який подякував латвійським науковцям за створення заспокійливого препарату фенібут, що входив до бортової аптечки радянських космічних кораблів, і за роботи вчених Інституту електроніки та обчислювальної техніки АН Латвії зі створення обчислювальних систем автоматизації наукових досліджень.
У 1990-ті роки Іллічова перейшла в редакцію газети Прибалтійського військового округу «За Батьківщину», де опублікувала декілька знакових політичних інтерв'ю. Так, Дайніс Іванс, голова Народного фронту Латвії, вперше обраний у ті дні заступником голови Верховної Ради Латвії, публічно заперечував можливість дискримінації жителів Латвії за національною ознакою і підданства: «Кожен, хто захоче взяти латвійське громадянство, повинен отримати його» («За Батьківщину», 9 серпня 1990 р.). Реально одним з перших кроків Верховної ради після відновлення незалежності де-факто було прийняття закону «Про громадянство», наслідком якого стала поява в країні 800 тисяч негромадян.
Голова Інтерфронту трудящих Латвії А. Г. Алексєєв зазначав, що «…акт про відновлення незалежності можна прийняти законним шляхом тільки після всенародного референдуму. Хоча пан Іванс, будучи головою Народного фронту, говорив про незалежність Латвії не інакше як через референдум, але лідери в парламенті уникають навіть розмов про нього».
Своє останнє інтерв'ю на посаді першого секретаря ЦК Компартії Латвії Іллічовій дав Альфред Петрович Рубікс («З тривогою за майбутнє», 17 травня 1991 р.).
Після виведення Радянської Армії з Прибалтики та ліквідації газети «За Батьківщину» Іллічова працювала в тижневику «Незалежна Балтійська Газета». В ній Іллічова почала публікувати матеріали свого розслідування обставин розстрілу царської сім'ї. У першому номері у жовтні 1991 року було вміщено статтю «Сенсаційний список: Юровський не був головним царевбивцею».

## Розслідування ролілатиських червоних стрільціву цареубивстві
Тему розстрілу царської сім'ї, його обставин та учасників, Іллічова почала вивчати з подачі свого батька 1964 року, коли вперше зустрілася в Ризі з Яном Мартиновичем Свикке, який опублікував список розстрільної команди з латишів. Свікке пишався, що був особисто знайомим з Леніним, якому особисто звітував про виконані завдання з доставки в триденний строк з Тобольська до Свердловська сім'ї і свити Романових.
Вивчивши документи, Іллічова прийшла до висновку, що Ян Мартинович Свікке багато чого у своїх спогадах перебільшував і придумував. Іллічова дезавуювала помилкове твердження Ю. А. Жука, який приписав Свікке авторство напису на шпалерах «розстрільної кімнати» німецькою мовою: «В цю ніч Валтазар/ Був убитий своїми холопами» (рядки з поеми Гейне «Цар Валтазар»). Вона надала і опублікувала графологічну експертизу зразків почерку Свікке в порівнянні з відомимю написом.
Іллічова встановила, що Свікке був у Єкатеринбурзі в липні 1918 року не командиром «загону особливого призначення», а комісаром друкарні Штабу Окружного комісаріату з військових справ Уральського військового округу. Він випускав латиською мовою газету «Uz priekšu! („Вперед!“)». Після ретельного просіювання документів, залишених Свікке, збереглося, мабуть, єдине зерно правди: він точно >Юлия Грант.  // Бизнес-Класс : журнал. — 2013. — № 4 (июль-август). — С. 42—47. — ISSN 1691-0362.<знав, хто саме з латиських стрільців безпосередньо брав участь в акції. Це «зерно» дописано олівцем на одному зі старих, але дуже важливих списків. Відомо, що 4 липня 1918 року охорону будинку Іпатьєва, де утримували Романових, було замінено латиськими стрільцями. У внутрішню охорону прийшли Е. К. Каякс, Я. М. Целмс, Ф. Р. Індриксон, Я. М. Снікерс і К. Б. Крумін (Круминьш). Алібі з приводу неучасті у розстрілі є тільки у двох.
Світлана Іллічова з доповідями про пошуки останків царської сім'ї виступала на конференції в Санкт-Петербурзі (1998) і Романівських читаннях в Єкатеринбурзі.

## Родина
- Батько — уральський журналіст, краєзнавець, літературний критик, редактор Володимир Якович Іллічов (1909—1987). Досліджував творчість П. П. Бажова. Один із засновників радянської уральської журналістики: верстав перший номер газети «Челябінський комсомолець» (1931), був відповідальним секретарем окружної військової газети «Червоний боєць», працював у газеті «На зміну!» (1933—1935), «Уральський робітник[ru]» (1935, 1939—1941, 1946—1967). За сумісництвом викладав у Комуністичному інституті журналістики, після німецько-радянської війни — на факультеті журналістики Уральського державного університету імені О. М. Горького[6].
- Мати — Ганна Гаврилівна Іллічова (1913—1999), журналістка газети «Уральський робітник».
- Чоловік — Борис Тимофійович Шалаєв (1940—2009 рр.), інженер ризького заводу «Комутатор», закритого після відновлення незалежності Латвії.

## Книги
- «След демона». Екатеринбург: Уральский центр развития дизайна, 2014. ISBN 978-5-7408-0337-1.
- «Латвия моей судьбы». Екатеринбург, 2016. ISBN 978-5-4483-5156-3.

## Нагороди
Медаль «Ветеран праці» СРСР, посвідчення № 23 від 22 лютого 1988 р.